# 驚奇隊長 (邁-威爾)
驚奇隊長，本名邁-威爾，是漫威漫畫中的虛構超級英雄角色，由作家史丹·李和藝術家吉恩·科蘭所創作。驚奇隊長首次於《漫威超級英雄》#12中登場。IGN將驚奇隊長列為復仇者首五十強排名第24名。

## 人物
在克里人第一次遇到人類後，邁-威爾（Mar-Vell）被派往地球監視並調查人類會否對克里帝國構成威脅。為了方便在地球生活，邁-威爾選用了已故科學家沃爾特·勞森的身份，但偶爾也會穿上克里軍服保護他正在觀察的人。他第一次幫助人類時，人們錯誤地將他的名字念為「驚奇隊長」（Captain Marvel）。
在幫助人類幾遍後，邁-威爾逐漸對人類產生興趣。克里帝國發現後，宣布邁-威爾因犯下叛國罪而必須判處槍決。雖然邁-威爾在偷取火箭後成功逃脫，但卻在宇宙中迷失了方向。經過112天的漂流後，邁-威爾變得非常虛弱並處於瘋狂的邊緣。他被控訴者羅南和克里部長扎列克操縱，希望幫助他們推翻至高智慧，並獲得了新的服裝和增強的能力。密謀失敗後，邁-威爾試圖重返地球。

## 其他媒體

### 電視
- 《Q版大英雄》：由泰·布利爾配音。
- 《復仇者聯盟：史上最強英雄戰隊》：由羅傑·克雷格·史密斯配音。

### 電影
漫威電影宇宙
- 《驚奇隊長》（2019年），本作的邁-威爾是女性，由安妮特·班寧飾演[2]，在地球上使用的化名溫蒂·羅森博士則是漫畫版中邁-威爾在地球的化名的女性版本。

### 遊戲
- 《漫威超級英雄戰隊Online（英语：Marvel Super Hero Squad Online）》
- 《Marvel：終極聯盟（英语：Marvel: Ultimate Alliance）》
- 《漫威英雄 Online》

## 外部連結
- Captain Marvel (Mar-Vell) （页面存档备份，存于） 漫畫書數據庫
- Captain Marvel (Mar-Vell) （页面存档备份，存于） 超級英雄數據庫
- Marvel (Mar-Vell) Marvel Comics Database: Captain Marvel (Mar-Vell) （页面存档备份，存于）